# Corchorus cinerascens
Corchorus cinerascens là một loài thực vật có hoa trong họ Cẩm quỳ. Loài này được Deflers mô tả khoa học đầu tiên năm 1895.